# Richard Moser (Maler)

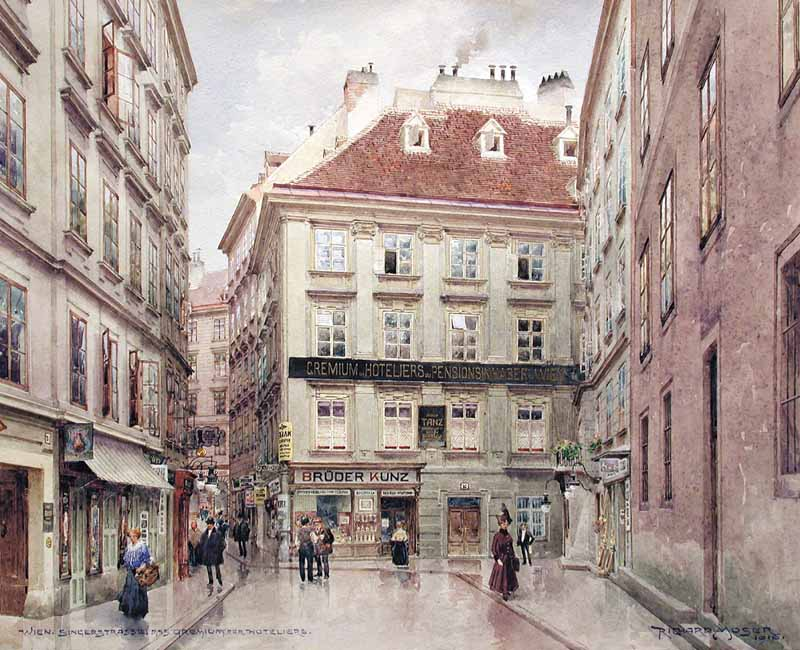
In der Singerstraße, 1916

Richard Moser (* 2. Oktober 1874 in Wien; † 2. August 1924 in Aigen (Salzburg)) war ein österreichischer Maler, Zeichner und Radierer.

## Leben
Moser war ein Autodidakt, der von 1889 bis 1897 im Atelier des Hoftheatermalers Hermann Burghart arbeitete. Danach schuf er zunächst vor allem Veduten und Architekturbilder in Aquarelltechnik, die ihn bekannt machten. Ab 1905 schuf er vor allem Radierungen.
Thema seiner Arbeiten waren meist Ansichten des alten Wien. Viele seiner Bilder befinden sich im Wien Museum. Nach Mosers Aquarellen wurden auch Ansichtskarten gedruckt, etwa mit Bildern von Joseph Haydns Wohnstätten.

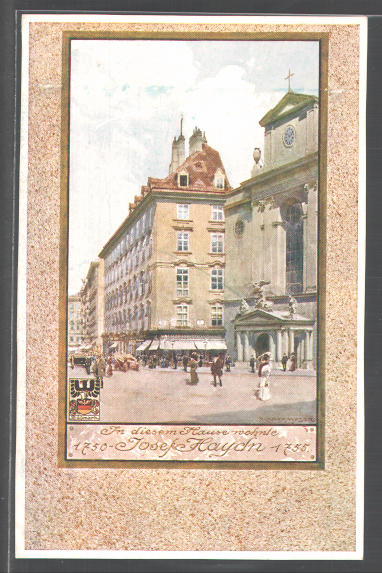
Ansichtskarte: Ein Wohnhaus Haydns
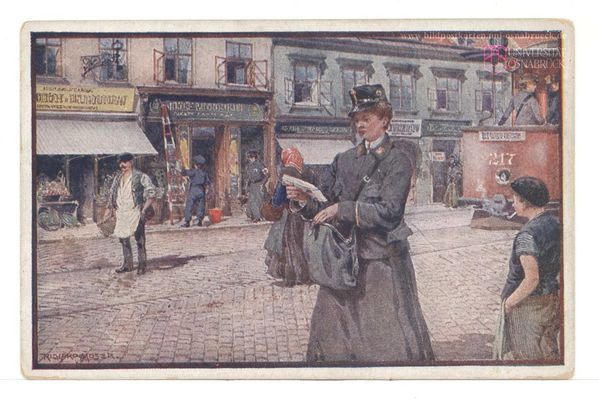
Ansichtskarte fürs Rote Kreuz
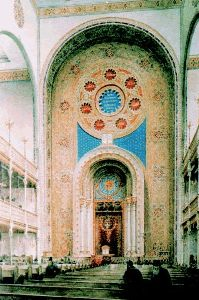
Das Innere des Leopoldstädter Tempels, 1922